# Brnky (zámek)
Brnky je původní gotická tvrz později přestavěná na zámek ve vesnici Brnky, části obce Zdiby v okrese Praha-východ ve Středočeském kraji. Zámek je chráněn jako kulturní památka. Zámek je v současné době (2020) v havarijním stavu a okolní park je zanedbaný, zarostlý náletovými dřevinami.

## Historie

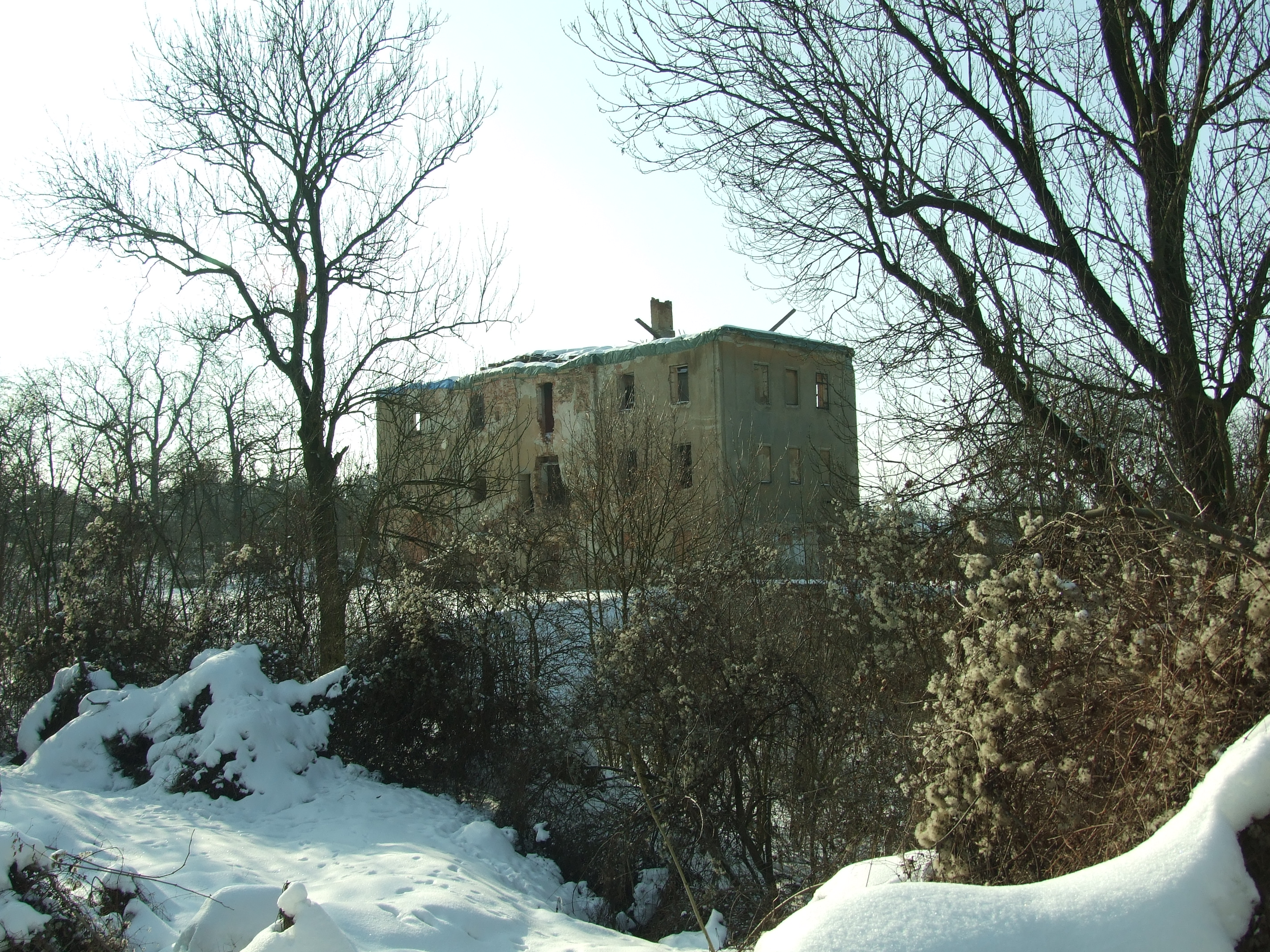
Celkový pohled na zříceninu (2010)

Poprvé je písemně zmíněna ves Brnky ve zdibském katastru v nepravém dokumentu kláštera benediktinek u sv. Jiří na Pražském hradě. Již roku 1227 listinou z roku 1233 měly být Brnky pod ochranou samotného papeže, Řehoře IX. Ovšem podle záznamu v urbáři z roku 1406 zdejší obyvatelé odváděli plat benediktinskému klášteru v Břevnově.
Později, v době husitských nepokojů se obec dostala pod správu Starého Města, což bylo potvrzeno i císařem Zikmundem a jeho nástupci, a to až do roku 1547, kdy byl po nezdařeném protihabsburském povstání roku 1547 statek Brnky Staroměstským zkonfiskován a roku 1550 prodán Janovi staršímu Kalenickému z Kalenic. Ten si zde zřídil své sídlo. Panství však předtím roku 1538 koupil Martin z Nové Vsi na Moravě, jehož synové Martin a Havel Moravcovi odmítli po otci zděděný dvůr novému majiteli vydat. Ten však s početnou ozbrojenou skupinou opevněný objekt dobyl a oba bratry Moravce pod hrozbou smrti stětím donutil ke slibu poddanství.
V letech 1591–1602 probíhal soudní spor mezi Janovým synem Jáchymem Kalenickým a Martinem Moravcem (a po jeho smrti manželkou Annou). Do sporu zasáhl císař Rudolf II., který Anně Moravcové roku 1602 přiznal náhradu ve výši asi desetiny původní ceny. Jáchym Kalenický poté roku 1591 statek Brnky prodal Kunrátu Majerovi z Poksdorfu. Při té příležitosti se v deskách zemských poprvé výslovně uvádí místní tvrz.
V době třicetileté války byly Brnky vypleněny a roku 1641 s tvrzí, přilehlým vltavským břehem a příslušenstvím prodány novoměstskému lékaři Janu Křtiteli Birkovi z Birkenštejna s chotí Apolenou Víznerovou z Nevítkova. Ti zřejmě začali s přestavbou tvrze na zámek avšak již roku 1661 Brnky s příslušenstvím i všemi právy prodali rektorovi Jezuitské koleje na Novém Městě pražském, Janovi z Vrbna a jeho nástupcům. Důvodem prodeje byly spory o užívání vltavského břehu s lichtenštejnskou správou statku v Roztokách. Jezuité zámek o rok později dostavěli do dnešní podoby.
Další šlechtičtí majitelé statku Brnky se často střídali, snad i pro trvající obtížný spor se správou roztockého statku, který se patrně podařilo urovnat až polnímu maršálovi Damiánu Sickingenovi kolem roku 1723. V letech 1764–1808 byla obec v držení rodu říšských hrabat Caretto-Millesimů. Poté je koupil zdibský hostinský František Vobořil, také majitel blízkých Klecan, který však Brnky po dvaceti letech prodal pražskému měšťanovi Janu Gallusovi.
V roce 1861 byl majitelem uváděn Martin Brabec z Prahy. Tehdy ke statku patřil zámek, vinopalna, pivovar a jeden poplužní dvůr.

### Po roce 1989
Po roce 1989 v rámci restitucí získal zámek s okolními pozemky Jan Caha. Jelikož mu chyběly prostředky na opravu zdevastovaného objektu, převedl jej v roce 2007 za symbolickou jednu korunu na Spolek pro obnovu a provozování zámku Brnky. Po personální výměně ve vedení spolku nabídli jeho noví představitelé zámek české pravoslavné církvi. Její nejvyšší představitel arcibiskup Michal ruinu od spolku koupil za 10 miliónů korun v prosinci 2019. To i přesto, že ruina zámku je zatížena zástavním právem za pohledávku ve výši 109 milionů korun, kterou drží společnost Silverdime Limited se sídlem ve Velké Británii. Zástava je spojena s úvěrem, který poskytla banka Moravia v 90. letech.

## Popis
Dvoupatrový zámek vystavěný na zbytcích gotického zdiva z původní tvrze, je renesanční obdélníková stavba s dvorem. Hlavní průčelí je členěno lizénami a obdélníkovými okny. Vstupní portál je zdobený boltcovým ornamentem a profilovaným trojúhelníkovým štítem, podepřeným dvojicí volutových konzol. Zadní průčelí zámku, obrácené východním směrem do sadu, je zdobené sloupkovým portikem s balkónem. Na jižním nároží západního průčelí je bohatě profilovaný samostatný vchod do zámecké kaple, s oratoří v severní stěně ve výši patra. Klenba je pokrytá bohatou štukovou výzdobou, sbíhá do masivních pseudokorintských hlavic. Kaple byla zrušena roku 1892.